# Cuntis
Cuntis és un municipi de la província de Pontevedra a Galícia. Pertany a la Comarca de Caldas. Limita amb els municipis de Valga, A Estrada, Campo Lameiro, Moraña i Caldas de Reis.
| 5.866 | 6.569 | 7.790 | 6.178 | 5.443 |
| Fonts: INE i IGE (Els criteris de registre censal variaren i les dades de l'INE i de l'IGE poden no coincidir.) |       |       |       |       |

## Parròquies
Arcos (San Breixo), Cequeril (Santa María), Couselo (San Miguel), Cuntis (Santa María), Estacas (San Fiz), Piñeiro (San Mamede), Portela (Santa Eulalia) i Troáns (Santa María).